# Confissão de fé
A confissão de fé é uma declaração das crenças compartilhadas de uma comunidade religiosa em uma forma estruturada por tópicos.

## História
Vários movimentos do protestantismo e do cristianismo evangélico publicaram confissões de fé.

## Judaísmo
No judaísmo, há os 13 princípios de fé judaicos.

## Cristianismo
A primeira confissão de fé estabelecida no Cristianismo foi o Credo Niceno pela Igreja Primitiva em 325. Foi estabelecido para resumir os fundamentos da fé cristã e proteger os crentes de falsas doutrinas. Várias denominações cristãs de protestantismo e cristianismo evangélico publicaram confissões de fé como base para comunhão entre igrejas da mesma denominação.

### Excomunhão
Excomunhão é uma prática da Bíblia para excluir membros que não respeitam a confissão de fé da Igreja e não querem se arrepender. É praticado por todas as denominações cristãs e tem o objetivo de proteger contra as consequências dos ensinamentos heréticos e apostasias.

### Confissões de fé protestantes
- Confissão de Schleitheim, Anabatismo, 1527
- Confissão de Augsburgo, Luteranismo, 1530
- Trinta e Nove Artigos, Anglicanismo, 1562
- Confissão de Fé Batista de 1644, Igreja Batista, 1644
- Confissão de Fé de Westminster, Presbiterianismo, 1647
- Declaração de Savoy, Igrejas congregacionais, 1688
- Declaração de Verdades Fundamentais das Assembleias de Deus, Pentecostalismo, 1916

## Islam
No Islam, há os Seis Axiomas da Fé.